# Покровское-Шереметьево
Усадьба Покровское-Шереметьево была основана в начале XVII века Василием Петровичем Шереметевым. Деревянная церковь была построена владельцем села Покровское, боярином Сергеем Абрамовичем Лопухиным, в 1677 году. Ныне существующая церковь, заложенная в честь «победы русского оружия в войне 1812 года», строилась с 1814 года и освящена в 1818 году. 
Все новые постройки, исходя из архитектурно-стилистических признаков, сделаны в конце XIX — начале XX веков. Примерно в это время была построена кирпичная земская больница-богадельня неподалеку от церкви, а также усадебный парк с прудами и партером. Известно также, что во второй половине XX века на территории комплекса построено несколько новых сооружений. Паспорт памятника истории и культуры был составлен в июне 1982 года.